# Plebicula thersites
Plebicula thersites is een vlinder uit de familie van de Lycaenidae. De wetenschappelijke naam van de soort is voor het eerst geldig gepubliceerd in 1834 door Cantener.